# Norilskopstand
De Norilskopstand (Russisch: Норильское восстание; Norilskoje vosstanieje) was een opstand onder gevangenen in de Norillag in de zomer van 1953. Het was de eerste grote opstand binnen de Goelag in de jaren 1953 en 1954, maar niet de eerste opstand binnen dit kampsysteem.
De oorsprong in de kampopstand lag bij gevangenen die ook deel hadden genomen aan een kampopstand in de Norillag in 1952 en in het feit dat Jozef Stalin vlak daarvoor (in maart) was overleden en bij de daaropvolgende amnestie alleen gevangenen met een korte gevangenenstraf werden vrijgelaten. Het grootste deel van de gevangenen in de Gorlag (mijnenafdeling) bestond echter uit langgestraften.
De opstand bestond uit een staking gedurende 69 dagen, van mei tot augustus 1953, door de gevangenen in het hoofdkamp van de Gorlag. De benaming "opstand" is wat misleidend omdat de gevangenen geen wapens hadden, maar het ministerie van Binnenlandse Zaken duidde het echter wel aan als een "antisovjetse gewapende contrarevolutionaire opstand", hoewel de sovjetrechtbank dit later afzwakte tot "massa-insubordinatie van de gevangenen tegen het kampbestuur". De benaming "staking" is ook niet helemaal correct, daar de opstand een groot spectrum aan geweldloze vormen van protest omvatte die binnen de wetten van de Sovjet-Unie toegestaan waren, zoals het houden van bijeenkomsten, het schrijven van brieven naar de regering en het houden van hongerstakingen. Om die reden is ook wel de benaming "Opstand van de Geest" voorgesteld als term, als vorm van geweldloos protest tegen het Goelag-systeem.
De gevangenen eisten tijdens de opstand de volgende economische verbeteringen:
- Het terugbrengen van de tien- tot twaalfurige werkdagen naar zeven- tot achturige
- Betaling voor de werkzaamheden (half op rekening, half contant)
- Verbetering van de leefomstandigheden, medische zorg en sociaal-cultureel werk

Hiernaast werden geëist:
- Het opnieuw bekijken van de gevallen van politieke gevangenen (hoofdeis)
- Het straffen van de uitvoerders van arbitrairheid: de medewerkers van het ministerie van Binnenlandse Zaken en van het ministerie van Staatsveiligheid
- Het afschaffen van gevangenennummers op de kleren
- Het verwijderen van de sloten van de deuren van de barakken en van de spijlen uit de ramen, waardoor de onderkomens niet langer het karakter van cellen zouden hebben
- Het afschaffen van de maatregel dat correspondentie met mensen van buiten de gevangenis beperkt werd tot 2 brieven per jaar
- Het sturen naar "het continent" (Norilsk wordt vanwege het ontbreken van wegen en spoorwegen met de rest van Rusland ook wel het "eiland" genoemd) van alle invaliden, zieken, vrouwen en oude mannen
- Het terugsturen van alle buitenlandse gevangenen naar de landen waar ze vandaan kwamen
- Het afschaffen van de onmenselijke straffen
- Het garanderen van de veiligheid voor de gevangenen, die de onderhandelingen met de commissie van de MVD leidden over deze eisen

De overheid greep hard in en sloeg de opstand met geweld neer, waarbij meer dan 100 mensen omkwamen en meer dan 250 gewond raakten. Er is bewijs dat de gevangenen zich niet verzetten, maar van achter met een pistoolschot zijn doodgeschoten. Na een paar maanden kwam er echter wel resultaat: het zware werk in de kampen werd afgeschaft.